# Terrifying
Singles de The Rolling Stones
Almost Hear You Sigh
(1990) Highwire
(1991)
Terryfing est une chanson du groupe de rock britannique The Rolling Stones parue sur l'album Steel Wheels en 1989 et en single l'année suivante aux Etats-Unis.

## Description
Écrite par le duo Mick Jagger/Keith Richards, la chanson sort en single en cours d'année 1990 avec en face B Wish I'd never Me You. Cette dernière, absente de l'album sera incluse sur la compilation Rarities 1971-2003 en 2005. A sa sortie, le single se classe huitième au classement rock aux Etats-Unis. Le tempo de la chanson est de 143 bpm. Le batteur de Pink Floyd, Nick Mason, a contribué à l'enregistrement de la chanson.

## Personnel

### The Rolling Stones
- Mick Jagger – chant, chœurs, shakers
- Keith Richards – guitare, chœurs
- Ronnie Wood – guitare
- Bill Wyman – basse
- Charlie Watts – batterie

### Musiciens additionnels
- Chuck Leavell – orgue
- Matt Clifford – claviers
- Lisa Fischer – chœurs
- Roddy Lorimer – trompette
- Nick Mason (de Pink Floyd) – rototoms